# 普吕姆条约
《普吕姆条约》（法語：Traité de Prüm）是于855年9月19日，洛泰尔一世（Lothair I）临终前，与他的三个儿子签署将其领土中法兰克王国分配继承的条约，这也是加洛林帝国签署的第二份王国分割条约。

## 背景
从公元830年开始，洛泰尔一世与他的两个弟弟丕平一世（Pepin I）以及日耳曼人路易（Louis the German）与他们的父亲，法兰克国王虔诚者路易（Louis the Pious）进行了几次内战。在虔诚者路易于840年去世后，3位幸存的儿子洛泰尔一世、日耳曼人路易以及秃头查理（Charles the Bald）为了继承权又发起了另一场斗争。自817年起与父亲共治的长子洛泰尔一世宣布了对整个王国的统治权，但在841年的丰特努瓦战役中被其弟弟的联军击败。
最终国王洛泰尔一世不得不臣服于以《斯特拉斯堡誓言》结盟的秃头查理和日耳曼人路易，他结束了战斗并于843年8月与他的两个弟弟签署了《凡尔登条约》。条约中，虔诚者路易临终前的国土被正式分给他的3位在世的儿子：
- 日耳曼人路易分得莱茵河与阿勒河以东的领土（东法兰克王国）。
- 秃头查理分得斯海尔德河、默兹河、索恩河与罗讷河以西的领土（西法兰克王国）。
- 洛泰尔一世分得从弗里斯兰至意大利王国，包含包括王国首都亚琛以及罗马的中部领土（中法兰克王国），同时还有神圣罗马皇帝的头衔。

尽管加洛林王朝的统治者强调王国统一的思想，但分割继承制造成的王国解体仍在延续。洛泰尔一世的中法兰克王国被漫长而脆弱的边界以及不佳的内部信息沟通所困扰着。北部维京人的扩张以及南部穆斯林的侵扰都对不稳定的王国造成重创，使其濒临瓦解。

## 条款
855年9月19日，已经病入膏肓的洛泰尔一世在许勒的庄园中以《普吕姆条约》将中法兰克王国分给了儿子们：
洛泰尔一世退位后隐退至位于艾费尔山的普吕姆修道院，并于10天后在此去世。

## 遗产
由于普罗旺斯的查理和洛泰尔二世分别于863年和869年去世，他们的领土勃艮第和洛塔林吉亚王国于870年再次被东法兰克王国、西法兰克王国和意大利王国以《梅尔森条约》瓜分，《普吕姆条约》完全失去效力。
951年奥托一世（Otto I）入侵并征服意大利，迎娶前任国王洛泰尔二世（Lothair II of Italy）的遗孀意大利的雅德蕾德（Adelaide of Italy），并夺得鐵王冠加冕为意大利国王，最终于962年加冕为神圣罗马皇帝。
《普吕姆条约》被认为是分割继承制对欧洲最后的影响之一，此后封建制度取而代之成为欧洲王国权力分散的主要原因。